# クリーブランド (ミシシッピ州)
クリーブランド（英: Cleveland）は、アメリカ合衆国ミシシッピ州の北西部、ボリバー郡の都市であり、同郡の郡庁所在地である。ボリバー郡には郡庁所在地が2か所あり、もう1つはローズデール市である（人口1,873人）。郡名は19世紀初期に南アメリカの幾つかの国がスペインからの独立を果たしたときの指導者シモン・ボリバルに因んで名付けられた。クリーブランド市の2010年国勢調査での人口は12,334 人だった。
クリーブランド市はかなりの規模の商業経済であり、アメリカ国道61号線沿いに多くのレストラン、店舗およびサービス業が並んでいる。

## 歴史
クリーブランドの市名は、1869年、住民がミシシッピ川沿岸から内陸に移動して町を形成した後、グロバー・クリーブランド大統領（在任1885年-1889年、1893年-1897年）にちなんで名付けられた。19世紀後半からルイビル・ニューオーリンズ・アンド・テキサス鉄道が町を通っており、線路の一部は今も残っている。初期の記録では1884年に町はフォンテーンと呼ばれており、ある時点ではコールマンズ・ステーションだった。モーゼス・W・コールマンが地域のバイユー沿いに最初の家を建てた。1885年、今の町がある土地の一部を所有していたリューベン・T・シムズから、公式にシムズと命名された。1886年3月25日、クリーブランドの村が認証され、アメリカ合衆国郵便公社が1887年8月5日にクリーブランドとして町を認めた。市名をクリーブランドに変えたのはシムズの息子であるB・C・シムズだとされている。
1967年、アメリカ合衆国上院議員のロバート・ケネディとジョセフ・S・クラーク・ジュニアが、「貧困との戦い」プログラムの実効性を評価するために上院公聴会を始めた。最初の公聴会はジャクソンで開催され、その翌日、ケネディとクラークはミシシッピ・デルタの「貧困のポケット」を訪れるために出発した。彼らはアンジー・ムーアが案内したツアーで、マリアン・ライトやピーター・エーデルマンと共にクリーブランドに到着した。そこで彼らは裸足でボロボロの衣服を着たアフリカ系アメリカ人の子供達が、表情も無く、栄養不良で膨れたお腹をしているのを観察した。ケネディはエルダーマンに、ウェストバージニア州で国内最悪の貧困を見てきたつもりだったが、クリーブランドで見た貧困に比べれば、色あせてしまうと伝えた。

## 地理
アメリカ合衆国国勢調査局（アメリカ合衆国商務省内）に拠れば、市域全面積は7.3平方マイル (19 km2)であり、全て陸地である。

## 人口動態

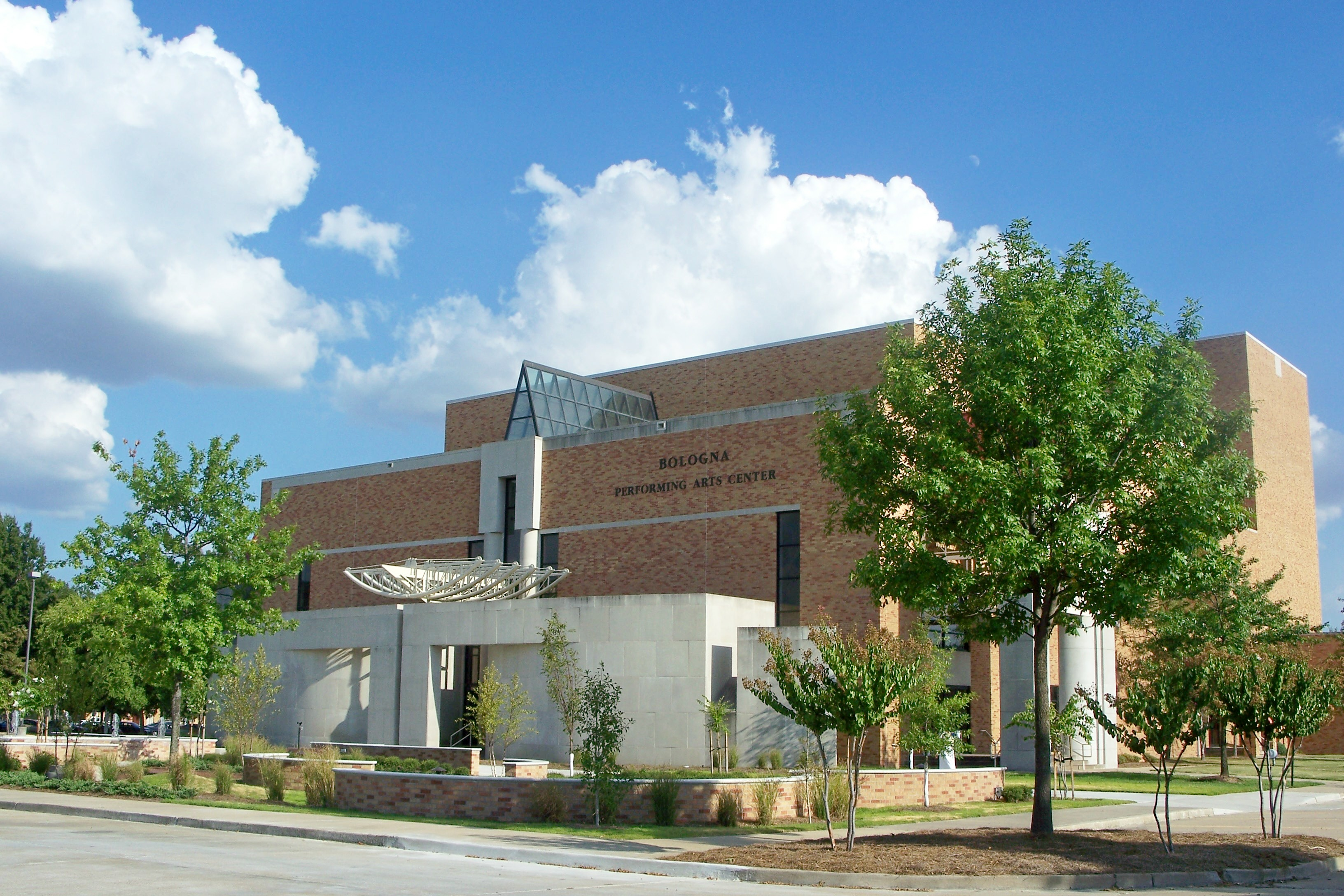
ボローニャ芸能センター

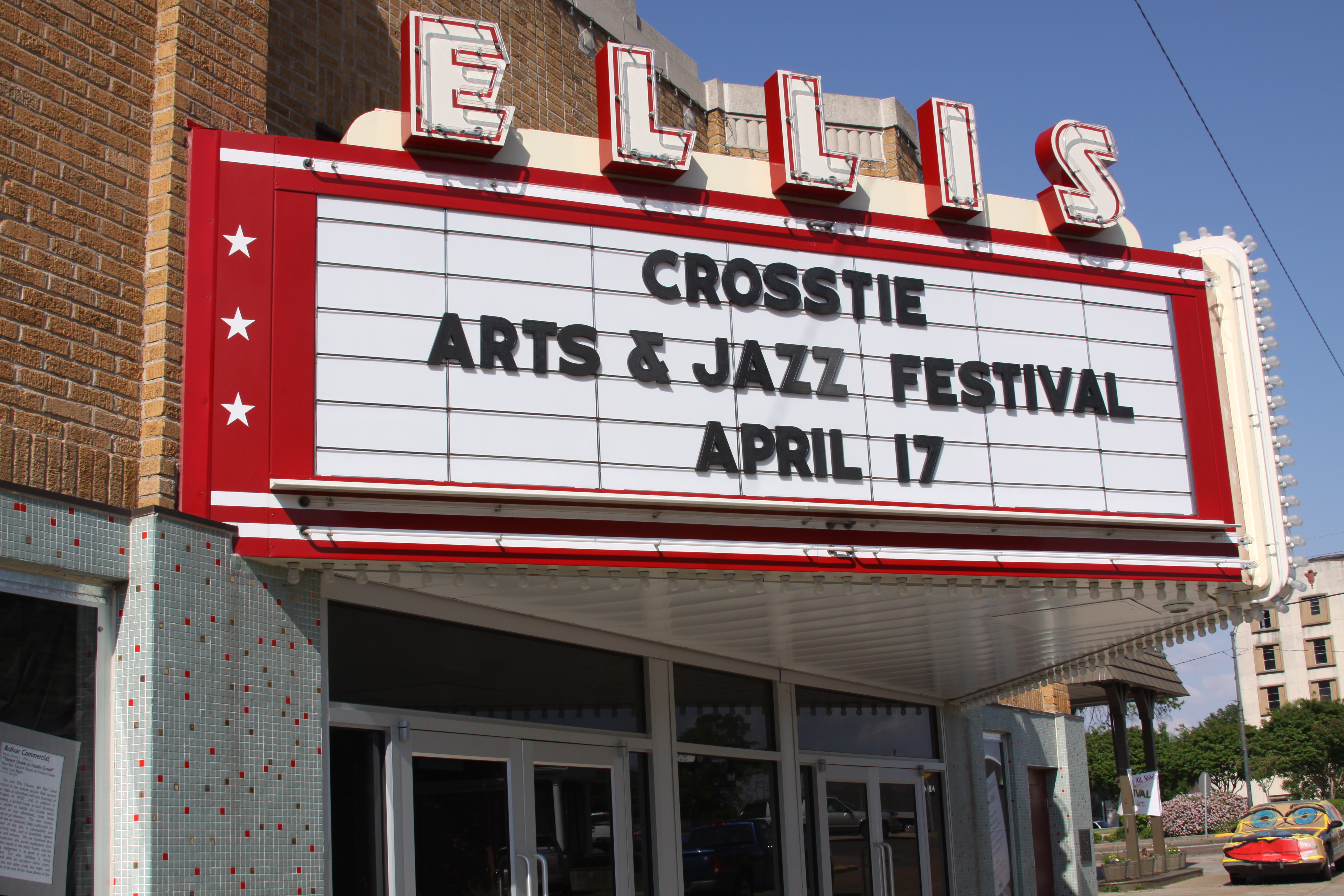
エリス劇場

以下は2010年国勢調査による人口統計データである。
基礎データ
- 人口: 12,334 人

人種別人口構成
- 白人: 46.8%
- アフリカン・アメリカン: 49.9%
- ネイティブ・アメリカン: 0.0%
- アジア人: 0.9%
- 太平洋諸島系: 0.1%
- その他の人種: 0.1%
- 混血: 0.6%
- ヒスパニック・ラテン系: 1.5%

以下は2000年国勢調査による人口統計データである。
| 基礎データ - 人口: 13,841 人 - 世帯数: 4,718 世帯 - 家族数: 3,132 家族 - 人口密度: 731.1人/km2（1,892.2 人/mi2） - 住居数: 4,988 軒 - 住居密度: 263.5軒/km2（681.9 軒/mi2） 人種別人口構成 - 白人: 49.90% - アフリカン・アメリカン: 48.26% - ネイティブ・アメリカン: 0.12% - アジア人: 0.99% - 太平洋諸島系: 0.02% - その他の人種: 0.25% - 混血: 0.46% - ヒスパニック・ラテン系: 0.94% 年齢別人口構成 - 18歳未満: 24.2% - 18-24歳: 20.2% - 25-44歳: 24.4% - 45-64歳: 19.7% - 65歳以上: 11.5% - 年齢の中央値: 29歳 - 性比（女性100人あたり男性の人口） - 総人口: 83.4 - 18歳以上: 77.3 | 世帯と家族（対世帯数） - 18歳未満の子供がいる: 31.5% - 結婚・同居している夫婦: 41.9% - 未婚・離婚・死別女性が世帯主: 21.2% - 非家族世帯: 33.6% - 単身世帯: 27.7% - 65歳以上の老人1人暮らし: 10.5% - 平均構成人数 - 世帯: 2.60人 - 家族: 3.21人 収入と家計 - 収入の中央値 - 世帯: 29,466米ドル - 家族: 40,242米ドル - 性別 - 男性: 32,979米ドル - 女性: 23,643米ドル - 人口1人あたり収入: 14,585米ドル - 貧困線以下 - 対人口: 25.5% - 対家族数: 18.1% - 18歳未満: 30.4% - 65歳以上: 28.8% |

## 芸術と文化

### ミシシッピ・ブルース・トレイル
クリーブランドにはミシシッピ・ブルース・トレイルの標識が2か所にある。第1の標識はクリスマン通りであり、ここはかつてクリーブランドにおけるアフリカ系アメリカ人の事業と社会生活の中心として機能していた。第2の標識はブルース・ミュージシャンのW・C・ハンディを顕彰するものである。

## 教育
クリーブランドの公共教育はクリーブランド教育学区が管轄している。

### 高等教育期間
- デルタ州立大学

### 公立高校
- クリーブランド高校
- イーストサイド高校

### 私立中等学校
- バイユー・アカデミー

### 私立小学校/中学校
- プレスビテリアン・デイスクール
- バイユー・アカデミー

### 公立小学校/ジュニア高校
- オルタナティブ学校
- ネイラー小学校
- クリーブランド職業訓練施設
- D・M・スミス中学校
- サイプレスパークス小学校
- ペアマン小学校
- マーガレット・グリーン・ジュニア高校
- パークス小学校
- ヘイズ・クーパー・センター
- イーストウッド・ジュニア高校
- B・L・ベル小学校

## メディア

### 新聞
- 「ザ・ボリバー・コマーシャル」
- 「クリーブランド・ニューズ・リーダー」（廃刊）
- 「クリーブランド・カレント」

### テレビ
- 6チャンネル、WABG-TV: ABC系列
- 9チャンネル、WHCQ-LD
- 15チャンネル、WXVT: CBS系列
- 23チャンネル、WMAO-TV: PBS/ミシシッピ公共放送系列
- 42チャンネル、W41BV

### FMラジオ
- 90.9 WMAO-FM: 公共放送
- 92.1 WKXY: カントリーミュージック
- 92.9 WDTL-FM: カントリーミュージック
- 93.9 WGRM-FM: ゴスペル音楽
- 95.3 WRKG: クラシック・ロック
- 96.9 WTCD: トーク
- 98.3 WDFX: 宗教
- 99.1 WYMX: ホット・アダルト・コンテンポラリー
- 100.7 WDMS: カントリーミュージック
- 102.3 WIQQ: トップ 40
- 103.9 WCLD-FM: アーバン・コンテンポラリー
- 105.5 WDTL: アダルト・コンテンポラリー
- 106.5 WAID: アーバン・コンテンポラリー
- 107.5 WMJW: カントリーミュージック

### AMラジオ
- 640 WCRV
- 710 KEEL
- 810 WSJC
- 940 WCPC
- 1030 WGSF
- 1090 KAAY
- 1180 WJNT
- 1260 WGVM
- 1410 WDSK : トーク
- 1490 WCLD: ゴスペル音楽
- 1600 WMQM

## インフラ

### 警察
クリーブランド市はサウスシャープ・アベニューにあるクリーブランド警察署によって守られている。45人が雇用されている。その中で39人が警官、6人が文民であり支援業務を行っている。警官1人当たり市民357人という比率になる。

### 消防
クリーブランド消防団は、州レイティング局によってクラス5に分類されており、常勤3人とボランティア37人の消防士がいる。常勤の者は検査官、保守技師、同技師補である。その他の役職は全てボランティアである。駐屯所が3か所あり、その中で最新のものはクリーブランド市民空港に2011年後半に開設された。前線ポンプ車3台、レスキュー/多目的車2台、空中プラットフォーム・ポンプ車1台、空港/クラッシュ救助トラック1台、ベッドにデルージガンを載せたフォードF-25001台、危険物資対応ユニット1台、バックアップポンプ車1台を利用している。訓練施設があり、ロープ救援塔、スモークハウス、換気シミュレーター、閉鎖空間迷路、ドラフティングピット、クラスA燃焼設備が備えられている。

### 医療
ボリバー医療センターがクリーブランド市の緊急サービスを備えた病院である。

## 著名な出身者
- ジョシュ・ハンコック – メジャーリーグベースボール選手、セントルイス・カージナルス他
- ジョニー・オブライアント - バスケットボール選手